# Animal Kingdom (série télévisée)
Pour les articles homonymes, voir Animal Kingdom.
Animal Kingdom est une série télévisée américaine en 75 épisodes de 45 minutes développée par Jonathan Lisco, elle est basée sur le film australien éponyme de David Michôd et diffusée entre le 14 juin 2016 et le 28 août 2022 sur TNT et en simultanée au Canada sur Bravo!.
Au Québec, la série est diffusée depuis le 8 janvier 2018 sur Z et en France, elle est diffusée depuis le 8 février 2018 sur Warner TV,. Elle reste inédite dans les autres pays francophones, mais elle est disponible sur Prime Video.

## Synopsis
Joshua, un jeune homme âgé de dix-sept ans, voit sa vie chamboulée lorsque sa mère meurt d'une surdose d'héroïne. Il emménage alors chez la famille Cody, une famille composée d'une fratrie où la criminalité et la violence sont la règle, mais aussi de la matriarche "Smurf", la grand-mère de Joshua qui les mène d'une main de maître.

## Distribution

### Acteurs principaux
- Shawn Hatosy (VF : Olivier Augrond ; VQ : Hugolin Chevrette-Landesque) : Andrew « Pope » Cody
- Ben Robson (en) (VF : Félicien Juttner ; VQ : Adrien Bletton) : Craig Cody
- Jake Weary (VF : Eilias Changuel ; VQ : Maël Davan-Soulas) : Deran Cody
- Finn Cole (VF : Julien Bouanich ; VQ : Alexandre Bacon) : Joshua « J » Cody
- Leila George (VF : Barbara Probst) : Janine « Smurf » Cody (jeune) (saison 5, récurrente saison 4)
- Jon Beavers (VF : Dimitri Rataud) : Jake Dunmore (jeune) (saison 5, récurrent saison 4)
- Rigo Sanchez (VF : Maximilien Seweryn) : Manny (saison 5, récurrent saison 4)

#### Anciens acteurs principaux
- Ellen Barkin (VF : Blanche Ravalec ; VQ : Claudine Chatel) : Janine « Smurf » Cody (saisons 1 à 4)
- Sohvi Rodriguez (VF : Pauline Ziadé ; VQ : Eloisa Cervantes) : Mia Benitez (récurrente saison 3, principale saison 4)
- Molly Gordon (VF : Pauline Belle ; VQ : Ludivine Reding) : Nicky Belmont (saisons 1 à 3)
- Carolina Guerra (VF : Emmanuelle Rivière) : Lucy (saisons 2 et 3, récurrente saison 1)
- Scott Speedman (VF : Laurent Maurel ; VQ : Nicolas Charbonneaux-Collombet) : Barry « Baz » Blackwell (saisons 1 et 2, invité saison 3)
- Daniella Alonso (VF : Raphaèle Bouchard ; VQ : Kim Jalabert) : Catherine Blackwell (saison 1)

### Acteurs récurrents
Introduits dans la saison 1
- Christina Ochoa (VF : Célia Rosich ; VQ : Annie Girard) : Renn Randall
- Aamya Deva Keroles (VF : Oriane Solomon) : Lena Blackwell (saisons 1 à 3, invitée saison 4)
- Spencer Treat Clark (VF : Benjamin Egner ; VQ : Gabriel Lessard) : Adrian Dolan (saisons 1 à 4)
- C. Thomas Howell (VF : Richard Leroussel ; VQ : Paul Durand) : Paul Belmont (saison 1, invité saison 3)
- Nicki Micheaux (en) (VF : Magaly Berdy) : Sandra Yates (saison 1)
- Dorian Missick (en) (VF : Frédéric Kontogom) : Patrick Fischer (saisons 1 et 2)
- Ellen Wroe (VF : Flora Brunier ; VQ : Catherine Proulx-Lemay) : Alexa Anderson (saison 1)
- Michael Bowen (VF : Emmanuel Karsen) : Vin (saison 1)
- Jack Conley (VF : Paul Borne) : Jake Dunmore (saison 2, invité saisons 1 et 4)
- Joseph Julian Soria (VF : Benjamin Penamaria) : Marco (saisons 2 et 3, invité saison 1)

Introduits dans la saison 2
- Alex Meraz (VF : Julien Meunier) : Javier « Javi » Cano (saison 2)
- Jennifer Landon (en) (VF : Marion Valantine) : Amy (saison 2, invitée saison 3 et 6)
- Tembi Locke (VF : Patricia Spehar) : Monica (saison 2)
- Laura San Giacomo (VF : Marie-Armelle Deguy) : Morgan Wilson (saisons 2 et 3)
- Karina Logue (VF : Martine Fontaine) : Gia (saison 2)
- Gil Birmingham (VF : Bruno Abraham-Kremer) : Pearce (saisons 3 et 4, invité saison 2)
- Yuly Mireles (VF : Carole Franck ; VQ : Manon Leblanc) : Tina Trujillo (saison 3, invitée saison 2)

Introduits dans la saison 3
- Rey Gallegos (VF : Jean-Marc Charrier) : Pedro « Pete » Trujillo
- Dichen Lachman (VF : Laure Sagols) : Frankie
- Damon Erik Williams (VF : Abdel-Rahym Madi) : Clark « Linc » Lincoln (saison 3)
- Denis Leary (VF : Serge Biavan) : Billy (saison 3, invité saison 4)
- Matthew Fahey (VF : Sébastien Ossard) : Colby (saison 3)
- Eddie Ramos (VF : Pierre Hancisse) : Tupi (saison 4, invité saison 3)

Introduits dans la saison 4
- David DeSantos (VF : Xavier Thiam) : Dennis Livengood (saisons 4 et 5)
- Milauna Jackson (VF : Marion Malenfant) : Pamela « Pam » Johnson (jeune) (saisons 4 et 5)
- Cody Callahan : Tommy (saisons 4 et 5)
- Lily Rains (VF : Christèle Billault) : Jess (saison 4, invité saison 5)
- Emily Deschanel (VF : Catherine Wilkening) : Angela Kane (saison 4)
- Kelli Berglund (VF : Anne-Clotilde Rampon) : Olivia Dunn (saison 4)
- Grant Harvey (VF : Thibaut Lacour) : Colin (saison 4)
- James Remar (VF : Patrick Raynal) : Andre (saison 4)
- Vinny Chhibber (VF : Julien Sibre) : Rahul (saison 4)
- Joseph Morgan (VF : Sébastien Desjours) : Jed (saison 4)

Introduits dans la saison 5
- Scarlet Abinante (VF : Cécile Gatto) : Julia Cody
- Houston Towe (VF : Nadine Girard) : Andrew « Pope » Cody (jeune)
- Charlayne Woodard : Pamela « Pam » Johnson
- Elliot Knight : Officier Chadwick
- Jalen Thomas Brooks (VF : Simon Koukissa-Barney) : Blaise
- Alimi Ballard (VF : Baptiste Marc) : Phoenix Johnson
- Chelsea Tavares (VF : Aurélie Konaté) : Lark
- Shakira Barrera (en) (VF : Flora Brunier) : Cassandra
- Jamie McShane (VF : Laurent Maurel) : Max Cross
- Trent Garrett (en) : Parker Freeman
- Parker Freeman : Linda
- Anthony Konechny (VF : Alexis Ballesteros) : Billy (jeune)

Version française
- Société de doublage : Dubbing Brothers
- Direction artistique : Christèle Wurmser
- Adaptation des dialogues : Mélanie de Truchis & Olivier Delebarre

 Source et légende : version française (VF) sur RS Doublage et Doublage Séries Database
 Source et légende : version québécoise (VQ) sur Doublage.qc.ca

## Production

### Développement
Le 13 mai 2015, lors des Upfronts, la chaîne câblé TNT annonce la commande d'un pilote.
Le 10 décembre 2015, après visionnage du pilote, TNT annonce la commande de dix épisodes pour une diffusion courant 2016.
Le 24 mars 2016, la chaîne TNT annonce la date de lancement de la série au 7 juin 2016.
Le 11 mai 2016, TNT décide de reporter le lancement au 14 juin 2016, avec la diffusion des deux premiers épisodes.
Le 6 juillet 2016, TNT annonce la reconduction de la série pour une deuxième saison,.
Le 17 février 2017, le lancement de la deuxième saison est annoncé pour le 30 mai 2017,.
Le 27 juillet 2017, TNT annonce la reconduction de la série pour une troisième saison.
Le 2 juillet 2018, TNT annonce la reconduction de la série pour une quatrième saison.
Le 24 juillet 2019, TNT annonce la reconduction de la série pour une cinquième saison. Une sixième saison, qui sera la dernière, a été commandée le 14 janvier 2021.

### Attribution des rôles
L'annonce du casting a débuté le 29 juillet 2015, avec les arrivés de Ellen Barkin dans le rôle de Janine Cody, matriarche de la famille et Scott Speedman dans le rôle de Barry Brown, le fils adoptif de Janine.
Le 4 août, Finn Cole et Jake Weary, rejoignent la distribution principale dans les rôles respectifs de Joshua Cody, le petit-fils de Janine et neveu des frères Cody et de Deran Cody, le benjamin de la fratrie Cody.
Le 14 août 2015, Shawn Hatosy est annoncé dans le rôle de Pope, l'aîné de la fratrie Cody qui vient juste de sortir de prison.
Le 20 août 2015, Ben Robson rejoint la série dans le rôle de Craig, frère cadet des Cody.
Le 24 août 2015, Daniella Alonso est annoncée dans le rôle de Catherine, qui est la femme de Barry et mère de leur fille Lena.
Le 25 août 2015, Molly Gordon vient compléter le casting dans le rôle Nikky une jeune femme en pleine rébellion et petite amie de Joshua.
Le 25 avril 2016, Nicki Micheaux (en) et Dorian Missick (en) rejoignent la distribution secondaire en obtenant les rôles du détective Sandra Yates (Micheaux) qui enquête sur la famille Cody et du l’officier Patrick (Missick).
En décembre 2016, deux acteurs rejoignent la distribution secondaire en deuxième saison, Alex Meraz dans le rôle de Javi Cano et Jennifer Landon dans celui d'Amy.
Le 12 janvier 2017, Tembi Locke rejoint la saison deux, dans le rôle récurrent de Monica.
En février 2018, Denis Leary rejoint la troisième saison dans le rôle de Billy, le père de Deran.

## Épisodes

### Première saison (2016)
1. Bienvenue dans la famille (Pilot)
2. On ne fait de mal à personne (We Don't Hurt People)
3. Front commun (Stay Close, Stick Together)
4. Joyeux anniversaire (Dead to Me)
5. La Chair est faible (Flesh Is Weak)
6. Mère poule (Child Care)
7. Des animaux (G**damn Animals)
8. Le Casse (Man In)
9. Le Baiser de Judas (Judas Kiss)
10. Qu'as-tu fait ? (What Have You Done)

### Deuxième saison (2017)
Elle a été diffusée du 30 mai au 29 août 2017.
1. L'Envol (Eat What You Kill)
2. Karma (Karma)
3. Chantage (Bleed for It)
4. Nouveaux départs (Broken Boards)
5. Pardonnez-nous nos offenses (Forgive Us Our Trespasses)
6. Le Box (Cry Havoc)
7. Souvenirs enterrés (Dig)
8. Grâce (Grace)
9. Vengeance (Custody)
10. Le Yacht (Treasure)
11. L'Enlèvement (The Leopard)
12. À l'ombre (You Will Be Gutted)
13. Trahison (Betrayal)

### Troisième saison (2018)
Elle est diffusée depuis le 29 mai 2018.
1. Barry Blackwell (The Killing)
2. Dans le rouge (In the Red)
3. Le Pilier (The Center Will Hold)
4. Les Loups (Wolves)
5. Les Prédateurs (Prey)
6. Les Brésiliens (Broke from the Box)
7. Mise en garde (Low Man)
8. Le Retour (Incoming)
9. Libertad (Libertad)
10. Les Fils à maman (Off the Tit)
11. Jackpot (Jackpot)
12. La Famille d'accueil (Homecoming)
13. Les Hyènes (The Hyenas)

### Quatrième saison (2019)
Elle est diffusée depuis le 28 mai 2019.
1. Janine (Janine)
2. Angela (Angela)
3. L'Homme contre le rocher (Man vs. Rock)
4. Tank (Tank)
5. Bénéfices nets (Reap)
6. Méfiances (Into the Black)
7. Connais ton ennemi (Know Thy Enemy)
8. L'Ambulance (Ambo)
9. La Relève (SHTF)
10. Stratégie de repli (Exit Strategy)
11. Julia (Julia)
12. Fantômes (Ghosts)
13. Smurf (Smurf)

### Cinquième saison (2021)
Elle est diffusée depuis le 11 juillet 2021.
1. La Main dans le sac (Red Handed)
2. Ce qui reste (What Remains)
3. Balade à vélo (Freeride)
4. Pouvoir (Power)
5. Affaire de famille (Family Business)
6. Home Sweet Home (Home Sweet Home)
7. Cassandra (Splinter)
8. Les Gladiateurs (Gladiators)
9. Retour à la normale (Let it Ride)
10. Implacable (Relentless)
11. Le Hawala (Trust the Process)
12. Derniers détails (Loose Ends)
13. Nouvelle ère (Launch)

### Sixième saison (2022)
Cette dernière saison a été diffusée du 19 juin au 28 août 2022.
1. 1992
2. Rise
3. Pressure and Time
4. Inside Man
5. Covet
6. Diamonds Are Forever
7. Incognito
8. Revelation
9. Gethsemane
10. Clink
11. Hit and Run
12. Exodus
13. Fubar

## Accueil

### Réception critique
La première saison est accueillie de façon favorable par la critique. L'agrégateur de critiques Metacritic lui accorde une note de 66 sur 100, basée sur la moyenne de 27 critiques.
Sur le site Rotten Tomatoes, elle obtient une note moyenne de 72 %, sur la base de 29 critiques.

### Audiences

#### Aux États-Unis
L'épisode pilote, diffusé le 14 juin 2016, a réalisé une audience de 1,31 million de téléspectateurs avec un taux de 0,45 % sur les 18-49 ans. Le suivant diffusé à la suite a rassemblé 1,10 million de téléspectateurs avec un taux de 0,35 %, sur la cible commerciale. Le dixième et dernier épisode de la première saison réalise la meilleure audience de la série en réunissant 1,51 million de téléspectateurs avec un taux de 0,5 % sur la cible commerciale.
En moyenne les dix épisodes de la première saison ont réuni en moyenne 1,268 million de téléspectateurs avec un taux 0,43 %.

### Revue de presse
- Cédric Melon, « Un modèle de polar. Après un superbe cliffhanger en fin de saison 2, la série revient avec une saison 3 encore plus explosive. », Télécâble Sat Hebdo no 1491, SETC, Saint-Cloud, 26 novembre 2018, p. 11,  (ISSN 1630-6511)